# Gymnastiek op de Olympische Zomerspelen 1988
Gymnastiek is een van de sporten die beoefend werden tijdens de Olympische Zomerspelen 1988 in Seoel.

## Turnen

### Heren

#### team
| rang   | sporter(s)                                                                                             | land | punten |
| ------ | --- | ---- | ------ |
| Goud   | Vladimir Artemov Valery Ljoekin Dmitri Bilozertsjev Sergei Charkow Vladimir Gogoladze Vladimir Novikov | URS  | 593.35 |
| Zilver | Sylvio Kroll Sven Tippelt Ralf Büchner Holger Behrendt Ulf Hoffmann Andreas Wecker                     | GDR  | 588.45 |
| Brons  | Yukio Iketani Koichi Mizushima Daisuke Nishikawa Toshiharu Sato Hiroyuki Konishi Takahiro Yamada       | JPN  | 585.60 |
| 4      | Wang Chongsheng Lou Yun Xu Zhiqiang Li Chunyang Guo Linxian Li Ning                                    | CHN  | 585.25 |
| 5      | Kalofer Hristozov Ljoebomir Geraskov Dimitar Taskov Dian Kolev Stoitsjo Gotsjev Petar Georgijev        | BUL  | 585.10 |
| 6      | György Guczoghy Csaba Fajkusz Zsolt Horváth Zsolt Borkai Jenő Paprika Balázs Tóth                      | HUN  | 582.30 |
| 7      | Marius Gherman Marius Toba Nicolae Bejenaru Adrian Sandu Marian Rizan Valentin Pintea                  | ROU  | 581.70 |
| 8      | Boris Preti Jury Chechi Paolo Bucci Riccardo Trapella Gabriele Sala Vittorio Allievi                   | ITA  | 579.00 |

#### individuele meerkamp
| rang   | sporter(s)          | land | punten  |
| ------ | ------------------- | ---- | ------- |
| Goud   | Vladimir Artemov    | URS  | 119.125 |
| Zilver | Valery Ljoekin      | URS  | 119.025 |
| Brons  | Dmitri Bilozertsjev | URS  | 118.975 |
| 4      | Sven Tippelt        | GDR  | 118.000 |
| 5      | Marius Gherman      | ROU  | 117.825 |
| 6      | Kalofer Hristozov   | BUL  | 117.750 |
| 6      | Wang Chongsheng     | CHN  | 117.750 |
| 8      | György Guczoghy     | HUN  | 117.675 |
| 8      | Yukio Iketani       | JPN  | 117.675 |

#### vloer
| rang   | sporter(s)        | land | punten |
| ------ | ----------------- | ---- | ------ |
| Goud   | Sergei Charkow    | URS  | 19.925 |
| Zilver | Vladimir Artemov  | URS  | 19.900 |
| Brons  | Yukio Iketani     | JPN  | 19.850 |
| Brons  | Lou Yun           | CHN  | 19.850 |
| 5      | Li Ning           | CHN  | 19.800 |
| 6      | Boris Preti       | ITA  | 19.775 |
| 7      | Kalofer Hristozov | BUL  | 19.760 |
| 8      | Curtis Hibbert    | CAN  | 19.525 |

#### paard voltige
| rang | sporter(s)          | land | punten |
| ---- | ------------------- | ---- | ------ |
| Goud | Dmitri Bilozertsjev | URS  | 19.950 |
| Goud | Zsolt Borkai        | HUN  | 19.950 |
| Goud | Ljoebomir Geraskov  | BUL  | 19.950 |
| 4    | Koichi Mizushima    | JPN  | 19.900 |
| 5    | Valery Ljoekin      | URS  | 19.875 |
| 6    | Daisuke Nishikawa   | JPN  | 19.850 |
| 7    | Sven Tippelt        | GDR  | 19.800 |
| 8    | Sylvio Kroll        | GDR  | 19.775 |

#### ringen
| rang  | sporter(s)          | land | punten |
| ----- | ------------------- | ---- | ------ |
| Goud  | Holger Behrendt     | GDR  | 19.925 |
| Goud  | Dmitri Bilozertsjev | URS  | 19.925 |
| Brons | Sven Tippelt        | GDR  | 19.875 |
| 4     | Kalofer Hristozov   | BUL  | 19.825 |
| 4     | Valery Ljoekin      | URS  | 19.825 |
| 6     | Jury Chechi         | ITA  | 19.800 |
| 6     | Lou Yun             | CHN  | 19.800 |
| 8     | György Guczoghy     | HUN  | 19.700 |

#### sprong
| rang   | sporter(s)         | land | punten |
| ------ | ------------------ | ---- | ------ |
| Goud   | Lou Yun            | CHN  | 19.875 |
| Zilver | Sylvio Kroll       | GDR  | 19.862 |
| Brons  | Park Jong-hoon     | KOR  | 19.775 |
| 4      | Dian Kolev         | BUL  | 19.737 |
| 5      | Holger Behrendt    | GDR  | 19.650 |
| 6      | Sergei Charkow     | URS  | 19.600 |
| 7      | Yukio Iketani      | JPN  | 19.525 |
| 8      | Vladimir Gogoladze | URS  | 19.512 |

#### brug
| rang   | sporter(s)        | land | punten |
| ------ | ----------------- | ---- | ------ |
| Goud   | Vladimir Artemov  | URS  | 19.925 |
| Zilver | Valery Ljoekin    | URS  | 19.900 |
| Brons  | Sven Tippelt      | GDR  | 19.750 |
| 4      | Kalofer Hristozov | BUL  | 19.725 |
| 5      | Marius Gherman    | ROU  | 19.700 |
| 6      | Curtis Hibbert    | CAN  | 19.675 |
| 7      | Sylvio Kroll      | GDR  | 19.625 |
| 8      | Boris Preti       | ITA  | 19.600 |

#### rekstok
| rang  | sporter(s)       | land | punten |
| ----- | ---------------- | ---- | ------ |
| Goud  | Vladimir Artemov | URS  | 19.900 |
| Goud  | Valery Ljoekin   | URS  | 19.900 |
| Brons | Holger Behrendt  | GDR  | 19.800 |
| Brons | Marius Gherman   | ROU  | 19.800 |
| 5     | Wang Chongsheng  | CHN  | 19.775 |
| 6     | Xu Zhiqiang      | CHN  | 19.700 |
| 7     | Curtis Hibbert   | CAN  | 19.675 |
| 8     | Andreas Wecker   | GDR  | 19.500 |

### Dames

#### team
| rang   | sporter(s) | land | punten  |
| ------ | --- | ---- | ------- |
| Goud   | Jelena Sjoesjoenova Svetlana Boginskaja Natalja Lasjtsjenova Svetlana Baitova Jelena Sjevtsjenko Olga Strazjeva | URS  | 395.475 |
| Zilver | Daniela Silivaş Gabriela Potorac Aurelia Dobre Celestina Popa Eugenia Golea Camelia Voinea                      | ROU  | 394.125 |
| Brons  | Dagmar Kersten Dörte Thümmler Ulrike Klotz Gabriele Fähnrich Bettina Schieferdecker Martina Jentsch             | GDR  | 390.875 |
| 4      | Phoebe Mills Brandy Johnson Kelly Garrison-Steves Theresa Spivey Chelle Stack Melissa Marlowe                   | USA  | 390.575 |
| 5      | Diana Doedeva Deliana Vodenitsjarova Borjana Stojanova Ivelina Rajkova Maria Kartalova Khrabrina Khrabova       | BUL  | 390.550 |
| 6      | Chen Cuiting Fan Di Wang Wenjing Wang Huiying Ma Ying Wang Xiaoyan                                              | CHN  | 388.400 |
| 7      | Iveta Poloková Hana Říčná Alena Dřevjaná Ivona Krmelová Martina Velíšková Jana Vejrková                         | TCH  | 386.150 |
| 8      | Eszter Óváry Andrea Ladányi Beáta Storczer Zsuzsanna Csisztu Zsuzsanna Miskó Ágnes Miskó                        | HUN  | 385.625 |

#### individuele meerkamp
| rang   | sporter(s)           | land | punten |
| ------ | -------------------- | ---- | ------ |
| Goud   | Jelena Sjoesjoenova  | URS  | 79.662 |
| Zilver | Daniela Silivaş      | ROU  | 79.637 |
| Brons  | Svetlana Boginskaja  | URS  | 79.400 |
| 4      | Gabriela Potorac     | ROU  | 79.037 |
| 5      | Natalja Lasjtsjenova | URS  | 78.875 |
| 6      | Aurelia Dobre        | ROU  | 78.812 |
| 7      | Dörte Thümmler       | GDR  | 78.800 |
| 8      | Dagmar Kersten       | GDR  | 78.775 |

#### sprong
| rang   | sporter(s)          | land | punten |
| ------ | ------------------- | ---- | ------ |
| Goud   | Svetlana Boginskaja | URS  | 19.906 |
| Zilver | Gabriela Potorac    | ROU  | 19.830 |
| Brons  | Daniela Silivaş     | ROU  | 19.818 |
| 4      | Borjana Stojanova   | BUL  | 19.780 |
| 5      | Brandy Johnson      | USA  | 19.774 |
| 6      | Dagmar Kersten      | GDR  | 19.756 |
| 7      | Wang Xiaoyan        | CHN  | 19.730 |
| 8      | Jelena Sjoesjoenova | URS  | 19.712 |

#### brug met ongelijke leggers
| rang   | sporter(s)          | land | punten |
| ------ | ------------------- | ---- | ------ |
| Goud   | Daniela Silivaş     | ROU  | 20.000 |
| Zilver | Dagmar Kersten      | GDR  | 19.987 |
| Brons  | Jelena Sjoesjoenova | URS  | 19.962 |
| 4      | Dörte Thümmler      | GDR  | 19.900 |
| 5      | Svetlana Boginskaja | URS  | 19.899 |
| 6      | Iveta Poloková      | TCH  | 19.837 |
| 7      | Aurelia Dobre       | ROU  | 19.824 |
| 8      | Phoebe Mills        | USA  | 19.787 |

#### evenwichtsbalk
| rang   | sporter(s)            | land | punten |
| ------ | --------------------- | ---- | ------ |
| Goud   | Daniela Silivaş       | ROU  | 19.924 |
| Zilver | Jelena Sjoesjoenova   | URS  | 19.875 |
| Brons  | Phoebe Mills          | USA  | 19.837 |
| Brons  | Gabriela Potorac      | ROU  | 19.837 |
| 5      | Svetlana Boginskaja   | URS  | 19.787 |
| 6      | Diana Doedeva         | BUL  | 19.724 |
| 7      | Kelly Garrison-Steves | USA  | 19.649 |
| 8      | Ulrike Klotz          | GDR  | 18.125 |

#### vloer
| rang   | sporter(s)             | land | punten |
| ------ | ---------------------- | ---- | ------ |
| Goud   | Daniela Silivaş        | ROU  | 19.937 |
| Zilver | Svetlana Boginskaja    | URS  | 19.887 |
| Brons  | Diana Doedeva          | BUL  | 19.850 |
| 4      | Deliana Vodenitsjarova | BUL  | 19.837 |
| 5      | Beáta Storczer         | HUN  | 19.675 |
| 6      | Phoebe Mills           | USA  | 19.662 |
| 7      | Jelena Sjoesjoenova    | URS  | 19.575 |
| 8      | Dörte Thümmler         | GDR  | 19.525 |

## Ritmische Sportgymnastiek

### individuele meerkamp
| rang   | sporter(s)           | land | punten |
| ------ | -------------------- | ---- | ------ |
| Goud   | Marina Lobatsj       | URS  | 60.000 |
| Zilver | Adriana Doenavska    | BUL  | 59.950 |
| Brons  | Alexandra Timosjenko | URS  | 59.875 |
| 4      | Bianka Panova        | BUL  | 59.725 |
| 5      | Maria Isabel Lloret  | ESP  | 58.900 |
| 6      | Andrea Sinkó         | HUN  | 58.775 |
| 7      | Teresa Folga         | POL  | 58.625 |
| 8      | Diana Schmiemann     | FRG  | 58.600 |

## Medaillespiegel
| rang   | land             | goud | zilver | brons | totaal |
| ------ | ---------------- | ---- | ------ | ----- | ------ |
| 1      | Sovjet-Unie      | 12   | 5      | 4     | 21     |
| 2      | Roemenië         | 3    | 3      | 3     | 9      |
| 3      | DDR              | 1    | 3      | 4     | 8      |
| 4      | Bulgarije        | 1    | 1      | 1     | 3      |
| 5      | China            | 1    | 0      | 1     | 2      |
| 6      | Hongarije        | 1    | 0      | 0     | 1      |
| 7      | Japan            | 0    | 0      | 2     | 2      |
| 8      | Verenigde Staten | 0    | 0      | 1     | 1      |
| 8      | Zuid-Korea       | 0    | 0      | 1     | 1      |
| totaal | totaal           | 19   | 12     | 17    | 48     |